# Max Marschalk

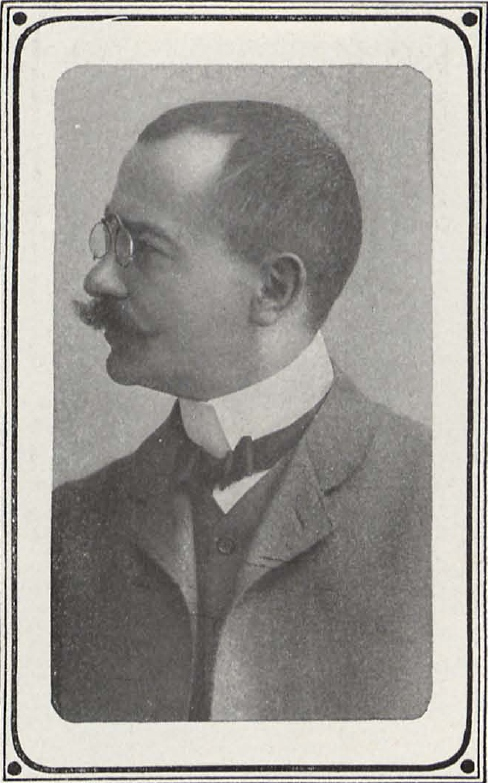
Max Marschalk, 1905

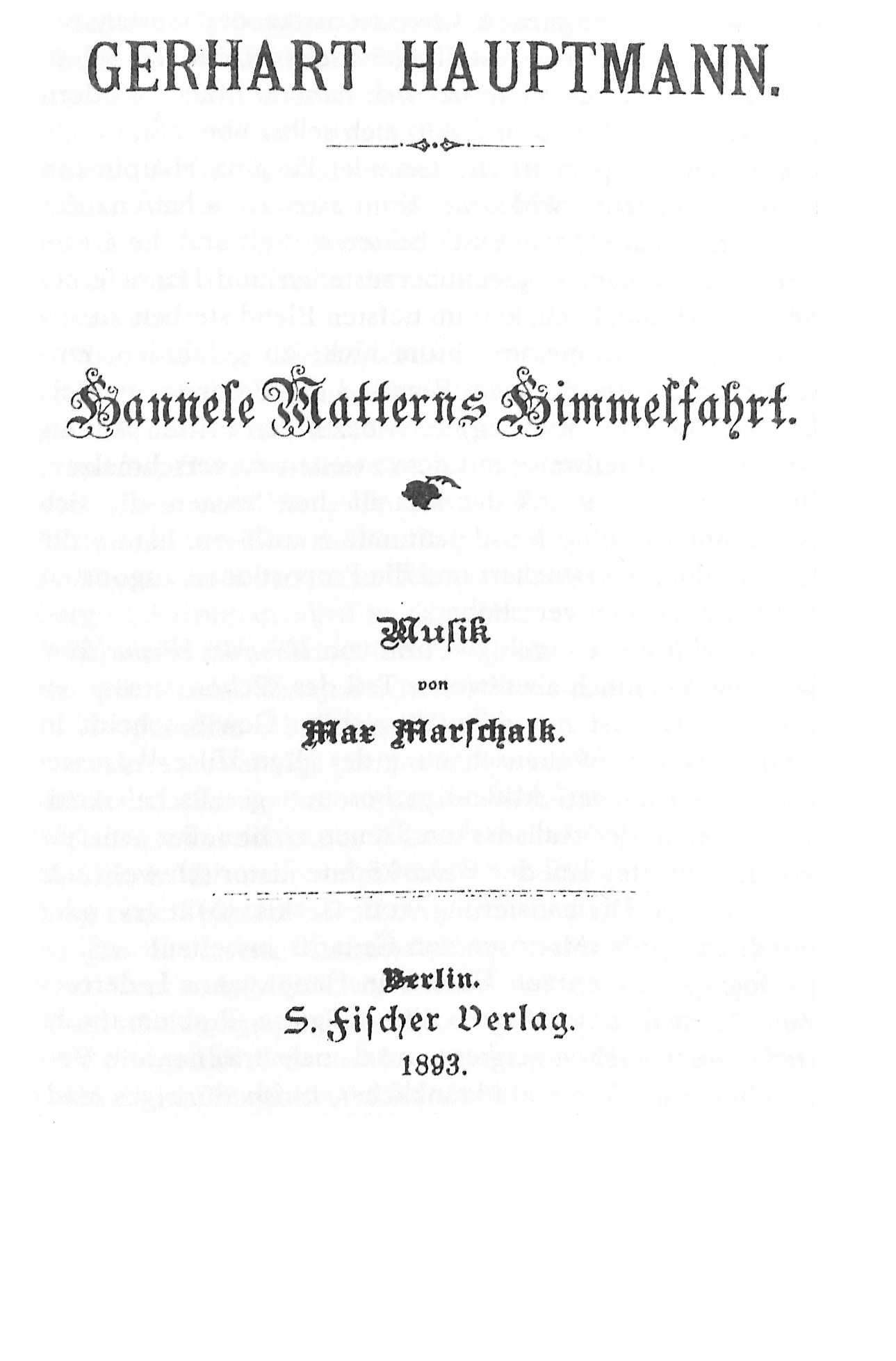
Hanneles Himmelfahrt (1893)

Max Marschalk (* 7. April 1863 in Berlin; † 24. August 1940 in Poberow) war ein deutscher Komponist, Musikkritiker und Musikverleger.

## Leben
Marschalk war der Bruder von Margarete Hauptmann, der zweiten Frau des Dramatikers Gerhart Hauptmann. Er betätigte sich zunächst als Maler. Er besuchte die Akademie der Künste in Berlin und nahm Musikunterricht unter anderem bei Heinrich Urban. Seit 1885 arbeitete er als Musikkritiker, von 1895 bis zum Ende ihres Erscheinens 1934 für die Vossische Zeitung. Er gilt als einer der ersten Kritiker, die sich positiv über die Musik von Gustav Mahler geäußert haben.
Gemeinsam mit seiner Schwester Elisabeth führte Marschalk nach dem Tod seines Vaters in Berlin ein Fotoatelier an der Ecke Friedrichstraße/Jägerstraße über dem Café National. Ab 1911 war er Gesangslehrer am Klindworth-Scharwenka-Konservatorium; seine bekannteste Schülerin war die Altistin Margarete Klose.
1901 gründete Marschalk in Berlin-Lichterfelde den Musikverlag Dreililien (auch Dreililienverlag). Verlegt wurden u. a. Werke von Arnold Schönberg, Emil Nikolaus von Reznicek, Robert Kahn und Artur Schnabel. Er leitete den Verlag bis zu seinem Eintritt in den Ruhestand 1934.
Max Marschalk starb im Alter von 77 Jahren während eines Erholungsurlaubs in Poberow an der Ostsee.
Marschalk komponierte die Bühnenmusik  zu 5 Werken seines Schwagers Gerhart Hauptmann, 7 Opern, ein Märchenspiel, Orchesterwerke und zahlreiche Lieder.
Sein Nachlass befindet sich in der Staatsbibliothek zu Berlin (Signatur: N. Mus. Nachl. 102).

## Werke (Auswahl)
- Melodramatische Musik zu Gerhart Hauptmanns Traumdichtung Hannele, op. 13 (1893)
- Musik zu Gerhart Hauptmanns Märchendrama Die versunkene Glocke (1896)
- Das Wichtelchen. Oper in einem Akt (um 1900)
- Aukassin und Nikolete : ein romantisches Liederspiel (um 1902)
- Das böse Prinzeßchen: Märchenspiel für Kinder (Begleitmusik, 1905)
- Musik zu Gerhart Hauptmanns Und Pippa tanzt!, op. 30 (1906)
- Eine Nachtmusik: für großes Orchester, op. 32 (1913).